# Myomeer

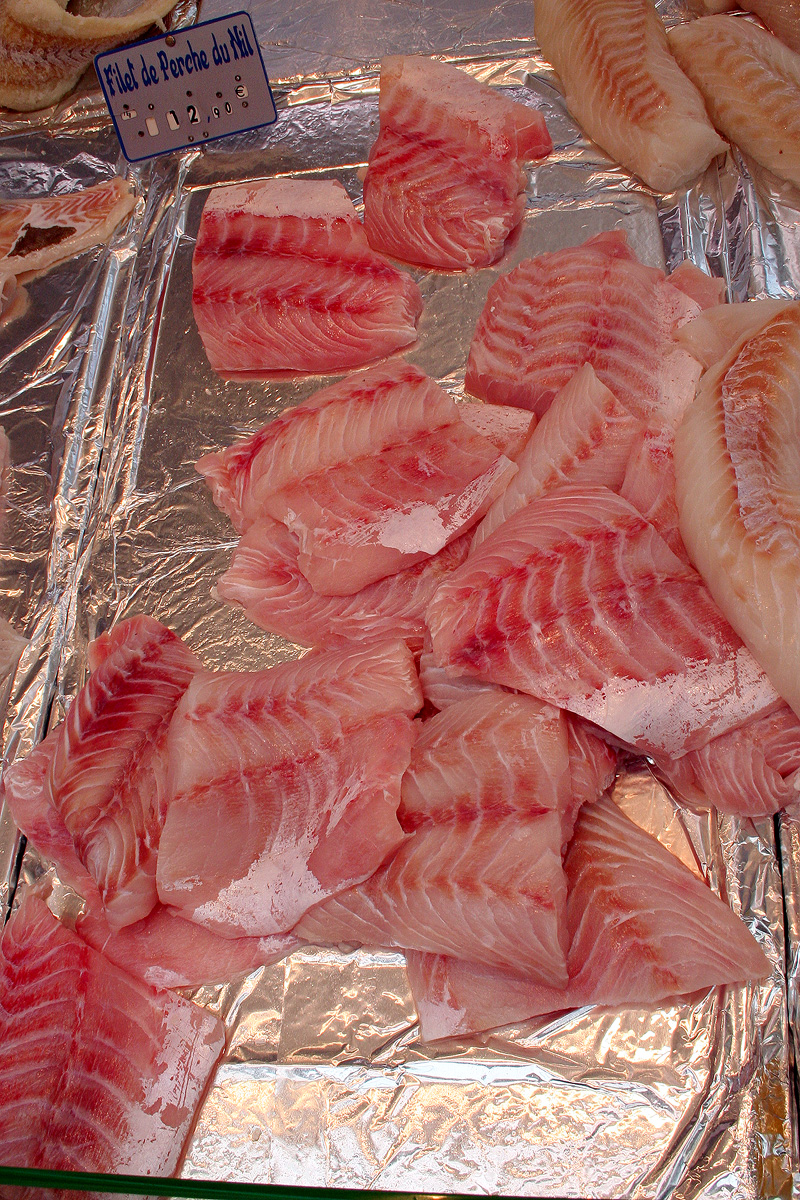
De myomeerstructuur in nijlbaarsfilets

Myomeren zijn segmentaal aangelegde rompspieren die in bundels voorkomen in vrijwel alle chordadieren (behalve de manteldieren) en zijn een van de zes kenmerken die chordadieren met elkaar gemeen hebben.
Deze spierbundels komen voor in zigzag-, W- of V-vormige patronen. De myomeren worden van naastliggende myomeren gescheiden door tussenliggend bindweefsel dat soms met de term myosept wordt aangeduid. Het aantal myomeren wordt soms in de taxonomie gebruikt om soorten van elkaar te onderscheiden; het aantal myomeren geeft aan hoeveel wervels volwassen exemplaren van een soort zullen hebben. Myomerie komt daarnaast voor bij ringwormen, geleedpotigen en weekdieren.